# Eleições legislativas portuguesas de 1979 no distrito de Beja
| Eleições legislativas portuguesas de 1979 Distritos: Aveiro \| Beja \| Braga \| Bragança \| Castelo Branco \| Coimbra \| Évora \| Faro \| Guarda \| Leiria \| Lisboa \| Portalegre \| Porto \| Santarém \| Setúbal \| Viana do Castelo \| Vila Real \| Viseu \| Açores \| Madeira \| Estrangeiro |

## Resultados por Concelho
Os resultados nos concelhos do Distrito de Beja foram os seguintes:

### Aljustrel
| Partido                 | Partido                   | Votos | %               | +/-  |
| ----------------------- | ------------------------- | ----- | --------------- | ---- |
|                         | Aliança Povo Unido        | 5 264 | 58,87 / 100,00  | 3,21 |
|                         | Partido Socialista        | 2 045 | 22,87 / 100,00  | 8,61 |
|                         | Aliança Democrática       | 1 077 | 12,05 / 100,00  | 0,95 |
|                         | União Democrática Popular | 160   | 1,79 / 100,00   | 0,80 |
|                         | PCTP/MRPP                 | 94    | 1,05 / 100,00   | 0,90 |
|                         | Outros                    | 112   | 1,26 / 100,00   |      |
| Votos Inválidos         | Votos Inválidos           | 189   | 2,11 / 100,00   | 0,48 |
| Total                   | Total                     | 8 941 | 100,00 / 100,00 |      |
| Eleitorado/Participação | Eleitorado/Participação   | 9 723 | 91,96 / 100,00  | 2,70 |

### Almodôvar
| Partido                 | Partido                           | Votos | %               | +/-   |
| ----------------------- | --------------------------------- | ----- | --------------- | ----- |
|                         | Partido Socialista                | 2 266 | 37,18 / 100,00  | 6,29  |
|                         | Aliança Povo Unido                | 1 872 | 30,71 / 100,00  | 10,66 |
|                         | Aliança Democrática               | 1 443 | 23,68 / 100,00  | 1,21  |
|                         | PCTP/MRPP                         | 81    | 1,33 / 100,00   | 1,79  |
|                         | Partido Socialista Revolucionário | 67    | 1,10 / 100,00   | 0,35  |
|                         | União Democrática Popular         | 63    | 1,03 / 100,00   | 1,03  |
|                         | Outros                            | 83    | 1,36 / 100,00   |       |
| Votos Inválidos         | Votos Inválidos                   | 220   | 3,61 / 100,00   | 1,93  |
| Total                   | Total                             | 6 095 | 100,00 / 100,00 |       |
| Eleitorado/Participação | Eleitorado/Participação           | 7 743 | 78,72 / 100,00  | 8,96  |

### Alvito
| Partido                 | Partido                   | Votos | %               | +/-  |
| ----------------------- | ------------------------- | ----- | --------------- | ---- |
|                         | Aliança Povo Unido        | 937   | 45,95 / 100,00  | 5,09 |
|                         | Aliança Democrática       | 557   | 27,32 / 100,00  | 8,13 |
|                         | Partido Socialista        | 370   | 18,15 / 100,00  | 7,71 |
|                         | União Democrática Popular | 32    | 1,57 / 100,00   | 0,24 |
|                         | PCTP/MRPP                 | 26    | 1,28 / 100,00   | 1,08 |
|                         | Outros                    | 41    | 2,02 / 100,00   |      |
| Votos Inválidos         | Votos Inválidos           | 76    | 3,73 / 100,00   | 3,45 |
| Total                   | Total                     | 2 039 | 100,00 / 100,00 |      |
| Eleitorado/Participação | Eleitorado/Participação   | 2 269 | 89,86 / 100,00  | 0,36 |

### Barrancos
| Partido                 | Partido                           | Votos | %               | +/-  |
| ----------------------- | --------------------------------- | ----- | --------------- | ---- |
|                         | Aliança Povo Unido                | 580   | 43,67 / 100,00  | 5,68 |
|                         | Partido Socialista                | 471   | 35,47 / 100,00  | 5,37 |
|                         | Aliança Democrática               | 147   | 11,07 / 100,00  | 1,09 |
|                         | União Democrática Popular         | 22    | 1,66 / 100,00   | 1,19 |
|                         | PCTP/MRPP                         | 22    | 1,66 / 100,00   | 1,30 |
|                         | Partido Socialista Revolucionário | 18    | 1,36 / 100,00   | 0,86 |
|                         | Outros                            | 15    | 1,13 / 100,00   |      |
| Votos Inválidos         | Votos Inválidos                   | 53    | 3,99 / 100,00   | 0,50 |
| Total                   | Total                             | 1 328 | 100,00 / 100,00 |      |
| Eleitorado/Participação | Eleitorado/Participação           | 1 608 | 82,59 / 100,00  | 1,02 |

### Beja
| Partido                 | Partido                   | Votos  | %               | +/-  |
| ----------------------- | ------------------------- | ------ | --------------- | ---- |
|                         | Aliança Povo Unido        | 13 215 | 51,82 / 100,00  | 4,98 |
|                         | Aliança Democrática       | 5 314  | 20,84 / 100,00  | 6,74 |
|                         | Partido Socialista        | 5 047  | 19,79 / 100,00  | 9,17 |
|                         | União Democrática Popular | 668    | 2,62 / 100,00   | 0,98 |
|                         | PCTP/MRPP                 | 264    | 1,04 / 100,00   | 0,67 |
|                         | Outros                    | 383    | 1,50 / 100,00   |      |
| Votos Inválidos         | Votos Inválidos           | 610    | 2,39 / 100,00   | 0,73 |
| Total                   | Total                     | 25 501 | 100,00 / 100,00 |      |
| Eleitorado/Participação | Eleitorado/Participação   | 27 995 | 91,09 / 100,00  | 4,33 |

### Castro Verde
| Partido                 | Partido                   | Votos | %               | +/-   |
| ----------------------- | ------------------------- | ----- | --------------- | ----- |
|                         | Aliança Povo Unido        | 2 996 | 60,20 / 100,00  | 9,05  |
|                         | Partido Socialista        | 927   | 18,63 / 100,00  | 10,19 |
|                         | Aliança Democrática       | 655   | 13,16 / 100,00  | 3,25  |
|                         | União Democrática Popular | 121   | 2,43 / 100,00   | 0,85  |
|                         | PCTP/MRPP                 | 79    | 1,59 / 100,00   | 1,33  |
|                         | Outros                    | 85    | 1,70 / 100,00   |       |
| Votos Inválidos         | Votos Inválidos           | 114   | 2,29 / 100,00   | 1,65  |
| Total                   | Total                     | 4 977 | 100,00 / 100,00 |       |
| Eleitorado/Participação | Eleitorado/Participação   | 5 918 | 84,10 / 100,00  | 3,22  |

### Cuba
| Partido                 | Partido                   | Votos | %               | +/-  |
| ----------------------- | ------------------------- | ----- | --------------- | ---- |
|                         | Aliança Povo Unido        | 2 505 | 59,99 / 100,00  | 8,50 |
|                         | Partido Socialista        | 694   | 16,62 / 100,00  | 8,18 |
|                         | Aliança Democrática       | 669   | 16,02 / 100,00  | 5,00 |
|                         | PCTP/MRPP                 | 63    | 1,51 / 100,00   | 0,99 |
|                         | União Democrática Popular | 56    | 1,34 / 100,00   | 0,19 |
|                         | Outros                    | 77    | 1,85 / 100,00   |      |
| Votos Inválidos         | Votos Inválidos           | 112   | 2,68 / 100,00   | 3,34 |
| Total                   | Total                     | 4 176 | 100,00 / 100,00 |      |
| Eleitorado/Participação | Eleitorado/Participação   | 4 570 | 91,38 / 100,00  | 0,62 |

### Ferreira do Alentejo
| Partido                 | Partido                 | Votos | %               | +/-  |
| ----------------------- | ----------------------- | ----- | --------------- | ---- |
|                         | Aliança Povo Unido      | 3 916 | 50,54 / 100,00  | 5,57 |
|                         | Partido Socialista      | 1 939 | 25,02 / 100,00  | 8,76 |
|                         | Aliança Democrática     | 1 315 | 16,97 / 100,00  | 6,73 |
|                         | PCTP/MRPP               | 122   | 1,57 / 100,00   | 1,31 |
|                         | Outros                  | 213   | 2,75 / 100,00   |      |
| Votos Inválidos         | Votos Inválidos         | 244   | 3,14 / 100,00   | 4,18 |
| Total                   | Total                   | 7 749 | 100,00 / 100,00 |      |
| Eleitorado/Participação | Eleitorado/Participação | 8 674 | 89,34 / 100,00  | 2,12 |

### Mértola
| Partido                 | Partido                 | Votos | %               | +/-  |
| ----------------------- | ----------------------- | ----- | --------------- | ---- |
|                         | Aliança Povo Unido      | 4 359 | 57,40 / 100,00  | 9,77 |
|                         | Partido Socialista      | 1 404 | 18,49 / 100,00  | 9,04 |
|                         | Aliança Democrática     | 1 222 | 16,09 / 100,00  | 4,01 |
|                         | PCTP/MRPP               | 145   | 1,91 / 100,00   | 1,57 |
|                         | Outros                  | 218   | 2,87 / 100,00   |      |
| Votos Inválidos         | Votos Inválidos         | 246   | 3,24 / 100,00   | 2,68 |
| Total                   | Total                   | 7 594 | 100,00 / 100,00 |      |
| Eleitorado/Participação | Eleitorado/Participação | 9 402 | 80,77 / 100,00  | 2,59 |

### Moura
| Partido                 | Partido                   | Votos  | %               | +/-  |
| ----------------------- | ------------------------- | ------ | --------------- | ---- |
|                         | Aliança Povo Unido        | 6 683  | 51,65 / 100,00  | 7,22 |
|                         | Partido Socialista        | 2 872  | 22,19 / 100,00  | 9,84 |
|                         | Aliança Democrática       | 2 249  | 17,38 / 100,00  | 5,45 |
|                         | União Democrática Popular | 233    | 1,80 / 100,00   | 0,60 |
|                         | PCTP/MRPP                 | 210    | 1,62 / 100,00   | 1,28 |
|                         | Outros                    | 281    | 2,17 / 100,00   |      |
| Votos Inválidos         | Votos Inválidos           | 412    | 3,19 / 100,00   | 2,37 |
| Total                   | Total                     | 12 940 | 100,00 / 100,00 |      |
| Eleitorado/Participação | Eleitorado/Participação   | 15 129 | 85,53 / 100,00  | 0,62 |

### Odemira
| Partido                 | Partido                           | Votos  | %               | +/-   |
| ----------------------- | --------------------------------- | ------ | --------------- | ----- |
|                         | Aliança Povo Unido                | 9 499  | 47,69 / 100,00  | 8,77  |
|                         | Partido Socialista                | 4 182  | 21,00 / 100,00  | 12,16 |
|                         | Aliança Democrática               | 3 943  | 19,80 / 100,00  | 6,30  |
|                         | PCTP/MRPP                         | 400    | 2,01 / 100,00   | 1,61  |
|                         | União Democrática Popular         | 379    | 1,90 / 100,00   | 0,22  |
|                         | Partido Socialista Revolucionário | 344    | 1,73 / 100,00   | 1,19  |
|                         | UEDS                              | 221    | 1,11 / 100,00   | Novo  |
|                         | Outros                            | 177    | 0,89 / 100,00   |       |
| Votos Inválidos         | Votos Inválidos                   | 774    | 3,89 / 100,00   | 1,93  |
| Total                   | Total                             | 19 919 | 100,00 / 100,00 |       |
| Eleitorado/Participação | Eleitorado/Participação           | 23 402 | 85,12 / 100,00  | 4,55  |

### Ourique
| Partido                 | Partido                   | Votos | %               | +/-   |
| ----------------------- | ------------------------- | ----- | --------------- | ----- |
|                         | Aliança Povo Unido        | 2 065 | 40,10 / 100,00  | 8,17  |
|                         | Partido Socialista        | 1 333 | 25,89 / 100,00  | 13,04 |
|                         | Aliança Democrática       | 1 322 | 25,67 / 100,00  | 8,22  |
|                         | PCTP/MRPP                 | 84    | 1,63 / 100,00   | 1,25  |
|                         | União Democrática Popular | 59    | 1,15 / 100,00   | 0,15  |
|                         | Outros                    | 121   | 2,35 / 100,00   |       |
| Votos Inválidos         | Votos Inválidos           | 165   | 3,20 / 100,00   | 2,20  |
| Total                   | Total                     | 5 149 | 100,00 / 100,00 |       |
| Eleitorado/Participação | Eleitorado/Participação   | 6 420 | 80,20 / 100,00  | 1,60  |

### Serpa
| Partido                 | Partido                   | Votos  | %               | +/-   |
| ----------------------- | ------------------------- | ------ | --------------- | ----- |
|                         | Aliança Povo Unido        | 7 010  | 50,86 / 100,00  | 4,65  |
|                         | Aliança Democrática       | 2 989  | 21,68 / 100,00  | 9,00  |
|                         | Partido Socialista        | 2 790  | 20,24 / 100,00  | 11,20 |
|                         | União Democrática Popular | 216    | 1,57 / 100,00   | 0,05  |
|                         | PCTP/MRPP                 | 172    | 1,25 / 100,00   | 0,79  |
|                         | Outros                    | 272    | 1,98 / 100,00   |       |
| Votos Inválidos         | Votos Inválidos           | 335    | 2,44 / 100,00   | 1,80  |
| Total                   | Total                     | 13 784 | 100,00 / 100,00 |       |
| Eleitorado/Participação | Eleitorado/Participação   | 15 710 | 87,74 / 100,00  | 1,28  |

### Vidigueira
| Partido                 | Partido                   | Votos | %               | +/-   |
| ----------------------- | ------------------------- | ----- | --------------- | ----- |
|                         | Aliança Povo Unido        | 2 598 | 50,43 / 100,00  | 7,26  |
|                         | Partido Socialista        | 1 163 | 22,57 / 100,00  | 10,31 |
|                         | Aliança Democrática       | 913   | 17,72 / 100,00  | 4,24  |
|                         | PCTP/MRPP                 | 90    | 1,75 / 100,00   | 1,47  |
|                         | União Democrática Popular | 61    | 1,18 / 100,00   | 0,85  |
|                         | Outros                    | 128   | 2,48 / 100,00   |       |
| Votos Inválidos         | Votos Inválidos           | 199   | 3,86 / 100,00   | 0,24  |
| Total                   | Total                     | 5 152 | 100,00 / 100,00 |       |
| Eleitorado/Participação | Eleitorado/Participação   | 5 790 | 88,98 / 100,00  | 3,06  |